# Röda khmererna

Flaggan för det kambodjanska kommunistiska partiet. Designen användes av Khmer-gerillarörelsen under 1950-talet, med varierande byggnader i mitten av flaggan.

Röda khmererna (franska: Khmers Rouges; khmer:ខ្មែរក្រហម – “Khmer Krahom”), sedan början av 1970-talet det mest kända namnet på ett kambodjanskt kommunistparti och en gerillarörelse. De styrde Demokratiska Kampuchea 1975–1979. Tillsammans med prins Norodom Sihanouk ledde de motståndet mot den vietnamesiska ockupationen och företrädde Kambodja i FN:s generalförsamling fram till det vietnamesiska trupptillbakadragandet.
Röda khmererna är särskilt ihågkomna för att ha legat bakom det kambodjanska folkmordet som begicks i Demokratiska Kampuchea. Sammanlagt ska runt 2 miljoner människor ha dött p.g.a. undernäring och tvångsarbete under ett försök att reformera landets jordbrukspolitik. Många dog också på grund av bristande sjukvård, tortyr och avrättningar. Sammanlagt försvann motsvarade drygt en femtedel av landets befolkning.
Officiellt namn var Kampucheas kommunistiska parti (1960–1975) och Demokratiska Kampucheas parti (1975–1981). Rörelsens huvudsakliga grund var radikal kommunism och kambodjansk nationalism, där ett av målen var att bygga ett självständigt socialistiskt land baserat på jordbruk och en självförsörjande basindustri.

## Indokinesiska kommunistpartiet
Den vietnamesiske ledaren Ho Chi Minh, som fått sin skolning i Frankrike, fick 1930 i uppdrag av den kommunistiska internationalen, Komintern att bilda det Indokinesiska kommunistpartiet (IKP). Detta kan ses som inledningen på det som blev de indokinesiska folkens väpnade (men kanske inte enade) frihetskamp och samtidigt den franska överhöghetens fall. Partiet bildades med bas i Vietnam där den kommunistiska rörelsen var mest avancerad. I Kambodja bestod partiets medlemmar till en början av vietnamesiska gummiplantagearbetare och medelklasstadsbor av kinesisk börd. Tidigare hade en buddhistisk antikolonial rörelse verkat i landet. När den kambodjanska avdelningen av IKP växte kom många av ledarna att utgöras av före detta buddhistmunkar.

## Kolonial frigörelse och vietnamesiskt inflytande
1941 lät den franska kolonialmakten kröna Norodom Sihanouk till kung. Han ansågs vara mer lättstyrd än den förre kungens son som annars skulle ha efterträtt honom på tronen. Detta var en felbedömning från fransk sida, då Norodom Sihanouk senare kom att visa sig vara en skicklig realpolitiker som med sitt ingående i allianser till höger och vänster, visste hur man griper de tillfällen som gavs åt honom för att driva sin linje - den han ansåg vara bäst för det kambodjanska folket och för utvecklingen i den kambodjanska inrikespolitiken. Samma år ockuperade Japan Kambodja som ett led i sin krigföring under andra världskriget, en ockupation som möjliggjordes av det lama motstånd den franska kolonialarmén bjöd. Fransmännen tog under denna tid ett par steg tillbaka från sina kolonier för att koncentrera sina militära ansträngningar på hemmafronten. Strax före krigsslutet inleddes ett folkuppror mot den japanska ockupationsmakten och senare under hösten återvände styrkor från det nyligen befriade Frankrike med sin armé för att återupprätta det koloniala styret över Kambodja.
Efter andra världskriget reste sig vietnameserna och kineserna i sin nationella frigörelse. De avvisade de sovjetiska och västerländska kommunisternas ord om att tiden inte var mogen för revolutionärt krig. De nådde framgång i sina respektive krig. Vietnameserna fick hjälp av Kina och även av de kambodjanska kommunisterna under sin frihetskamp. Kolonialmakten Frankrike fick hjälp av USA som såg Kina som ett stort hot (se Dominoteorin), vilket inte hindrade att de fördrevs ut ur Vietnam 1954. Vietnams Arbetarparti (VAP) hade bildats 1951 då IKP upplöstes. De vietnamesiska kommunisterna var starka och hade en egen armé, ("Viet Cong"). Läget var annorlunda för det Kambodjanska kommunistpartiet (KKP) som stod utan den struktur och organisation VAP hade. De följde vietnamesernas råd att bilda en “enhetsfront” mot kolonialväldet - Khmerfolkets revolutionära parti - vilket förutom kommunister organiserade militanta buddhister och nationalister. Dessa grupper hade växt fram under andra världskriget och fört kamp mot den japanska ockupationen.
1954 avslutade fredskonferensen i Genève Frankrikes koloniala krig i Indokina och gav de tidigare kolonierna självständighet. Vietnameserna hade besegrat den franska kolonialarmén i Dien Bien Phu med förluster på bägge sidor och Prins Sihanouks realpolitiska skicklighet gav även kambodjanerna självständighet. Med motiveringen att det vore bättre att Kambodja nådde självständighet under honom än under de kommunister som vid denna tidpunkt kände vittring av seger i grannlandet Vietnam gavs han av fransmännen självständighet mot löfte att vara neutral i de konflikter som rådde i regionen.
VAP:s inflytande på KKP och det andra grannlandet Laos kommunistiska parti var stort. VAP ansåg vidare att den huvudsakliga kampen utgjordes av deras egen mot fransmännen. Av tvåtusen soldater i KKP:s lilla armé skickades hälften på vietnamesisk befallning att verka i deras förband. De kambodjanska kommunisterna sågs av vietnameserna som oförmögna eller för svaga att göra revolution på egen hand. Ett dokument från VAP säger att “Det vietnamesiska partiet förbehåller sig rätten att leda aktiviteterna hos broderpartierna i Kambodja och Laos”. Denna attityd hos VAP kom att ha betydelse för kambodjanernas senare relationer till Vietnam, när yngre generationers nationella stolthet förnärmades av att VAP lade sig i KKP:s arbete. 1960 brukar anges som KKP:s ”egentliga” grundande, vad detta innebär är att den tidigare fronten avgränsade sig och blev mer renodlat kommunistisk eller att kursen lades om från vietnamesiskt inflytande till en mer självständig politik.

## Exilens betydelse
Under denna tid fanns många intellektuella kambodjanska studenter under utbildning i Frankrike. På de franska universiteten anslöt sig många av de mer radikala kambodjanerna till studiecirklar i marxism där marxismens teoretiska verk studerades och där man på möten agiterade i olika frågor. Här lades en grund för vänsterströmningen bland unga kambodjanska intellektuella som Khieu Samphan, Saloth Sar (Pol Pot) och Ieng Sary, den nya generationens kommunister - vilken skulle ha avgörande inflytande på kambodjanernas framtid.

## Förföljelse och organisation på landsbygden
Efter Kambodjas självständighet utvecklade Sihanouk den politik han kallade buddhistisk socialism. Han influerades i sin ideologi av den socialism Demokratiska Folkrepubliken Koreas president Kim Il-Sung formulerade i sin Juche-teori (som lägger stor tyngd vid nationellt oberoende och “tilliten till de egna krafterna”), och sökte nå goda relationer med alla stater i regionen och även bland de afrikanska från de allt fler fria afrikanska stater som uppstod efter kolonialmakternas reträtt från kontinenten samt andra länder i tredje världen. Sihanouk sågs av västvärlden som en nyckfull playboy efter rapporter om hans vilda fester och spinoff-karriär som filmregissör. Ofta fanns det bland västvärldens diplomater en fördomsfull inställning mot honom och att han skulle vara lätt att dupera för egna syften. Emellertid ses hans skicklighet som statsman numer som obestridlig bland ledare i tredje världens länder och framförallt i de alliansfria staterna.
Efter självständigheten regisserade kung Sihanouk val i Kambodja. I dessa ställde Pracheachon, KKP:s täckorganisation, upp och vann inflytande. Samtidigt regerade Sihanouk tillsammans med KKP-ledaren Khieu Samphan. Denne förde samtidigt ett lågintensivt krig mot KKP, där dess anhängare togs i fängsligt förvar, arkebuserades och drevs på flykt ut i djungeln. Pracheachon hade fått ett relativt stort stöd i Kambodjas städer och vissa bedömare säger att täckorganisationen Pracheachons största bedrifter - som kambodjanska antikommunister uttryckte saken - under deras tid i parlamentariska sammanhang var att de röjde namnen på sina valarbetare vilka Sihanouk kunde bekämpa som kommunister. 1963 följde studentprotester som svar på repressionen, vilka slogs ned hårt. Två år tidigare hade Kampucheanska ungdomsorganisationen bildats - ledd av den “revolutionära ungdomsorganisationen” - som var KKP:s främsta rekryteringsbas.
1966 (enligt vissa källor 1962) valdes gymnasieläraren Pol Pot (pseudonym för Saloth Sar) till ordförande för KKP på partiets andra kongress. Huvuddelen av partiledningen och medlemmarna, många lärare och studenter, drog ut i djungeln för att organisera en gerilla. Redan tidigare hade Khieu Samphan tillsammans med andra kommunister begett sig till djungeln som en följd av Sihanouks repression. Vietnameserna ansåg inte situationen vara mogen för revolution i Kambodja varför de inte kapade sina kontakter med Sihanouk och stödde KKP militärt men KKP lyckades finna stöd bland stamfolk på landsbygden och av det nomadiserande muslimska jordbruksfolket cham, av vilka många skolades till kommunister och man började förbereda ett militärt motstånd.

## KKP rustar upp
Kriget i Vietnam påverkade Kambodja allt mer. Sihanouk lät FNL-gerillan verka på den kambodjanska landsbygden och använda kambodjanskt territorium för genomfart till stridszoner. Samtidigt använde Sihanouk flygplan han fått av kineserna för att bomba byar där bönderna var upproriska och KKP-fästen. KKP började på allvar organisera sig för ett nationellt uppror. 1968 grundades KKP:s armé, “Kampucheas revolutionära armé”. VAP:s enhetsfront FNL förberedde sig för den för Vietnamkrigets utgång avgörande Tét-offensiven. Efter denna började USA sina ”hemliga bombningar”, i strid mot beslut fattade i amerikanska kongressen. I Kambodja bombades påstådda rutter för FNL-gerillan och för den nordvietnamesiska armén. Sihanouk hade 1957 brutit banden med USA för att CIA sökt anstifta mord på honom. Efter den intensifierade krigföringen mot Vietnam 1965 bröts även de diplomatiska förbindelserna. Han försökte sedan återuppta kontakten med USA för att göra vad han kunde för att styra upp situationen för landsbygdsbefolkningen som tvingades leva under bombningarna. Men då han bestämt avböjt USA:s ekonomiska och militära ”hjälp” under Vietnamkrigets första fas 1963 ansågs han som opålitlig. Officiellt fick han stöd från USA när de sade sig vilja stärka hans position gentemot det kommunistiska motståndet. Över 7000 gånger kränkte USA och Sydvietnam under åren 1962 - 1969 i Vietnamkriget Kambodjas gränser, sjöterritorium och luftrum. Större områden besprutades med växtgifter. 1970 störtades Sihanouk i en USA-stödd militärkupp. Högergeneralen Lon Nol, Sihanouks vid tidpunkten närmaste man, grep makten och Sihanouk flydde till Kina, där han grundade FUNK – Kampucheas nationella befrielsefront. Till FUNK anslöt sig också KKP och det kambodjanska militanta, liberala och nationalistiska buddhistpartiet. FUNK:s program nämnde inget om vilken roll Sihanouk skulle ha efter en militär seger över Lon Nol. Sihanouk ansåg det viktigaste målet vara att återupprätta Kampucheas stolthet och oberoende. Lon Nol hade inte Sihanouks karisma och rörde sig inte som sin företrädare bland folket i samband med offentliga ceremonier. Många bönder slutade bruka jorden efter att Sihanouk jagats på flykten: “Hur ska vi kunna odla jorden när Sihanouk inte längre finns för att ge oss regnet?” kunde det låta bland landsbygdens invånare.
KKP:s armé hade 5 000 man och 50 000 beväpnade stridande i lokala milisförband, en siffra som fördubblades inom ett år. Stödet för FUNK och KKP var vid denna tidpunkt stort, brett och starkt. De var dock inte militärt välutrustade. Vapnen kom i liten omfattning från Kina och Vietnam. Trupperna var också beroende av de vapen som besegrade amerikanska förband lämnade efter sig. Att USA var upptaget med vietnameserna var största orsaken till att de lyckades växa. 1973 omfattade KKP-armén 40 000 man. De fick också ekonomiskt och militärt stöd från gummiplantageägare och korrupta tjänstemän. Huvuddelen av striderna mot Lon nols armé utfördes dock av vietnameserna på Kambodjas territorium. När vietnameserna och amerikanarna satte sig vid förhandlingsbordet i Paris för att komma överens om ett eldupphör ville vietnameserna att KKP skulle förena sig med dem. De avvisade dock erbjudandet då det skulle medföra att det isolerade Phnom Penh skulle fortsätta lyda under Lon Nol.

## Vietnamesiska kommunister blir fiender
Fredsförhandlingarna som initierades efter omvärldens kritik mot kriget och vietnamesernas hårda motstånd var för Vietnam en avgörande vändpunkt även om kriget kom att fortsätta under ytterligare två år. De kambodjanska kommunisterna såg dem för sin del som ett hot mot sina framgångar om de skulle varit part i förhandlingarna. Medan Lon Nol var en ivrig förespråkare för förhandlingar, enligt hans kritiker för att det var hans enda chans att behålla makten eftersom Phnom Penh var isolerat från resten av landet. Efter förhandlingarna såg man från amerikansk horisont Kambodja som ”the only game in town” och Kambodja förklarades vara ”fri krigszon”. Efter samtalen i januari slutade USA bomba Vietnam men de kom att under 140 dagar släppa 2,5 miljoner ton bomber som orsakade förlusten av 500 000 - 1 000 000 människoliv i Kambodja, med syftet att trygga Phnom Penh med en eldring, en åtgärd som uppsköt störtandet av Lon Nol i två år. Relationerna mellan KKP och VAP försämrades när KKP valde att hålla en självständig linje då VAP önskade att åter slå samman partierna och ha delade förband. Vietnameserna ville stärka Kambodjas revolutionära krafter men KKP ansåg dem vilja göra det med deras inflytande över dem, en repression mot till Kambodja återkommande khmer-kommunister som flytt till Vietnam från Lon Nols styrkor började skymta. Många avrättades och retoriken om Vietnam som Kambodjas ”nedärvda fiende” gjorde sig hörd bland röda khmererna.

## Phnom Penh isoleras
KKP hade föga förutom folkets stöd att förlita sig på. Lon Nol hade för att behålla makten inget annat att förlita sig på än USA:s B52or. Lon Nols styrkor var inte effektiva. Hälften av de registrerade soldaterna i Lon Nols armé existerade inte i annan form än på avlöningslistorna vilket vissa generaler utnyttjade för att stoppa pengar i egen ficka. Generalerna var proportionellt fler än i någon annan armé. Taktiken KKP använde mot USA:s bombmattor över landet var att befinna sig så nära fienden som möjligt, samma metod som FNL använde sig av men de flesta offren var civila och stora arealer på landsbygden blev ödelagda vilket i sin tur resulterade i ett ineffektivt jordbruk. Nöden och bristen på mat var stor på bägge sidor men USA försåg Lon Nol-sidan med stora kvantiteter ris forslade från Amerika. Risförsändelserna arrangerades i hög grad av välgörenhetsorganisationer. Den största välgörenhetsorganisationen som var knuten till USA:s ambassad och leddes av den amerikanske presidentens fru. De av KKP ”befriade” områdena hade på andra platser en relativt stor risproduktion, dock täckte den inte behovet. Först hade de distribuerat regeringens jord till fattigbönder, administrerade av organisationer som Bondeföreningen och Patriotiska munkföreningen emedan KKP:s och deras rekryteringsbas Kommunistiska ungdomsalliansen i dessa sammanhang var hemlig och mest profilerade sig i striderna. Ränta förbjöds i dessa områden och spelhålor stängdes. Bönderna själva bildade ofta egna kooperativ på tio, trettio personer för att höja levnadsnivån. Denna böndernas egen organisation inskränktes 1973 när ”Angkar”, ”Organisationen” som KKP kallades, ämnade höja kooperativen till en ”högre nivå” i den ”Demokratiska revolutionen” och göra dem enhetliga. Benämningen kooperativ kom sedan bli missvisande för organisationsformen, privat ägande förbjöds nämligen helt.
KKP, vars soldater ofta var fattiga och kom från de lägsta samhällsskikten, såg det som en stor orätt att det fanns en medelklass som hade högre levnadsstandard och tillgång till fordon som motorcyklar och liknande. De såg förekomsten av medelklassen som ett tecken på att det gamla samhället fanns kvar i deras områden. Städer under KKP-kontroll med stadgade medelklassfamiljer beordrades att utrymma och invånarna fick flytta till landsbygden. Samtidigt förbjöds på landsbygden pengar och krediter. Produktionsmedel som jordbruksredskap fick inte finnas i privat ägo. All jord konfiskerades lika, oavsett om det var småböndernas jordplättar eller godsherrarnas storplantager. Till och med maoister har senare i sin analys av KKP:s taktik under denna tid medgivit att den var inkorrekt, då den huvudsakliga uppgiften bort vara att driva ut Lon Nol ur landet och inte attackera medelklassen och göra sig till fiende till andra samhällsklasser som kunnat vändas mot Phnom Penh-regimen. Pol Pot motiverade å sin tur senare de brutala åtgärderna med att bönderna och handelsmännen sålde allt ris till Lon Nol-sidan och vietnameserna varför de fattigaste skulle blivit utan ris, något som blev kännbart för KKP. Som exempel livnärde sig armén huvudsakligen på risdekokter. Avskaffandet av pengar fick rishandeln att upphöra. Åtgärderna vidtogs under ett revolutionärt uppsving i krigets hårda dagar och innebar omställningar för de KKP-kontrollerade områdena som hos många var impopulärt. Det framställs av Pol Pot som vore det ett taktiskt steg men det var snarare smakprov på den ideologi landet kom att ha som ledstjärna i politiken under Angkars styre. Marxisterna såg en utveckling mot kommunismens egendomslösa samhälle som möjlig först efter att en nationellt-demokratisk revolution genomförts. Därefter en socialistisk revolution, Angkar hoppar, likt syndikalister och anarkister i Spanien under inbördeskriget när Francos armé var den största fienden, över dessa steg i kollektiviseringarna av de av dem kontrollerade landsbygdsområdena. Maoister (exempelvis RIM) pekade på att KKP inte insåg att genom att ge jord till tidigare egendomslösa bönder entusiasmerade de dem för revolutionens sak och att det var felaktigt att som KKP se den största förnedringen i att unga från medelklassen körde motorcykel, när problemet egentligen bestod i Lon Nols och USA:s repression.
Motsättningar inom partiet fanns, de kommunister som var verksamma i östra zonen hade kontakter med vietnamesiska kommunister vilket självklart påverkade deras tolkning av kommunismen på ett sätt så att den inte såg likadan ut som i västra zonen, där den ideologi som företräddes av majoriteten, med Ieng Sary och Pol Pot, hade utbredning. Metoden för att lösa dessa motsättningar var underliga. Istället för att driva diskussion eller ”ideologisk kamp” inom partiet talade Pol Pot och hans likar om ”vietnameser i khmerkroppar” och ”khmerer med vietnamesiskt tänkande”. Den ideologiska skillnaden gjordes till en nationalistisk fråga och etniska vietnameser, men också kineser, i Kampuchea kom att förtryckas. Hat mot vietnameser var utbrett i Kampuchea och är det än idag, då khmerriket under långa perioder legat under Annams styre och dessa perioder kännetecknades av övermaktens våld mot de erövrade. Det fanns redan en grund att så hat mot vietnameserna. Detta gjordes av röda khmererna av rent nationalistiska skäl. I KKP-ledningen sade man att USA var den akuta fienden men Vietnam fiende nr 2, den nedärvda fienden, var fienden på lång sikt.

Demokratiska Kampucheas flagga.

## "Befrielsen"
I april 1975 tågade röda khmererna in i Phnom Penh. Rapporterna från denna händelse var i medierna ofta positiva, då det sågs som ytterligare en seger för Indokinas folk mot USA:s krigspolitik i regionen. USA hade varit i kontakt med prins Sihanouk för att försöka förhandla fram en lösning för hans återinträde på tronen utan de röda khmererna, men han tackade nej. De avgörande striderna mot Lon Nols styrkor hade inletts i början av januari, när de röda khmererna intog huvudstaden var det med 60 000 från deras armé och än fler bönder som var gerillasoldater. Staden var dock ingen vinst rent materiellt eftersom där fanns få vapen efter USA-arméns bortdragande och matlagren var obefintliga. De mänskliga förlusterna var stora, 500 000 döda i av republiken (Lon Nol) kontrollerade områden och 600 000 i de ”befriade” områdena.
Direkt efter intagandet av staden började stadsbefolkningen evakueras. Flera bedömare, bland annat Kampucheakännaren Malcolm Caldwell, ansåg detta vara rimligt agerande. Landet hade ett konstant risunderskott. De inhemskt odlade grödorna räckte inte för att försörja befolkningen med föda och stora mängder åkerareal låg i träda efter USA:s bombmattor. Phnom Penh hade tidigare försetts med risleveranser av USA, organiserad som välgörenhet genom USA:s ambassad, vilket var nödvändigt för att kunna upprätthålla Lon Nols styre. Dessa leveranser slutade i samma stund som Lon Nol flydde till exil på Hawaii med amerikansk militärhelikopter från USA:s ambassad. USAID rapporterade att Kampuchea gått från att vara en stor risexportör till risimportör på bara några år och landet hotades av massvält. ”Ris växer inte ur asfalten” lär Pol Pot ha sagt och många, även i väst, höll med. Först på senare år har den beskrivits som en dödsmarsch men det behövdes inte tvång för att få folk att lämna staden. Evakueringen var ingen tillfällig nödlösning, vilket Pol Pots apologeter ville göra gällande. Den var ideologiskt motiverad. Redan på en KKP-kongress två år tidigare hade det beslutats att alla städer skulle avvecklas. De sågs som ett kapitalismens och den utländska dekadensens centrum. Privategendomens ställning i städerna, sågs av röda khmererna som ett hot mot deras inflytande. Privat ägande, handel och religion avskaffades. KKP såg sin revolution som unik. Kambodjaner som återvände hem från studier i utlandet och liknande undervisades i ”khmerrevolutionens överlägsenhet”. Överlägsenheten bestod enligt KKP i just evakueringen av städerna och avskaffandet av pengarna. De vände sig mot den kinesiska socialismen där statsanställda hade lön då lön ledde till privat ägande och genom att spara pengar kunde man skaffa ägodelar. Röda khmererna satte likhetstecken mellan privat ägande och personliga ägodelar. Det slog lika hårt mot godsherrarnas ägande som mot böndernas och arbetarnas.
De som evakuerades från Phnom Penh och andra städer kallades, när de blivit utplacerade i byarna, för ”det nya folket”, i motsats till bönderna som redan bodde där och som betecknades ”det gamla folket”. ”De nya” som anlänt hade ofta mist anhöriga i den långa marsch evakueringen innebar. Många familjer var splittrade och de sjuka som inte hade någon anhörig som eskorterade dem lade sig vid vägrenen för att dö. När de väl kommit till byarna behandlades de ofta illa. Det var känt att gamla godsherrar och Lon Nol-anhängare flydde från KKP-kontrollerade områden in till städerna under inbördeskriget varför det fanns en stor skepsis mot stadsbefolkningen. Denna skepsis riktade sig ofta mot alla stadsbor. ”De gamla” var ”fullvärdiga medlemmar” av kooperativen och fick bland annat ställa upp och rösta i val till församlingar, de nya skulle ”skolas” innan de blev fullvärdiga medlemmar. De nya delades upp i två olika grupper ”provmedlemmar” och ”förvarade”. I behandlingen av ”de nya” värderades inte bakgrunden hos personerna. Om någon var handelsman, liten eller stor rentiér, radikal student eller arbetare kvittade lika, personen var lika suspekt som potentiell antirevolutionär som stadsbo oavsett om den var anhängare eller motståndare till KKP. ”De nya” behandlades ofta sämre än ”de gamla”. Det fanns regionala skillnader, på vissa ställen fanns det en vänlig inställning till nykomlingarna, men på andra ställen fick de mindre matransoner och dåliga bostäder. Ofta sågs ”de nya” som en belastning av ”de gamla”, då de skulle utföra samma arbete som de och var ovana vid jordbruk och med det drog ned resultatet. När en ”ny” av misstag begick fel, råkade föra en oxe fel så att han bröt benet, eller av utmattning arbetade för långsamt, var det inte ovanligt med anklagelser mot personen för ”sabotage”. Många ”nya” dömdes till straffarbeten av byråden för sådan verksamhet och som grupp stigmatiserades de. Stadsborna var inte vana vid livet på landsbygden, det rådde brist på mediciner och många dog i diarrésjukdomar och av undernäring. De ”nya” var inledningsvis utplacerade framförallt i områden där KKP var starka, i sydväst och öst, men ett halvår efter ”befrielsen” flyttades de återigen till fots till glesbefolkade områden i norr och nordväst. 800 000 förflyttades till nordväst där befolkningen fördubblades och situationen blev särskilt besvärlig. Det är osäkert hur många som dog under dessa förflyttningar men det rör sig om åtskilliga tusen. Lon Nol inledde under sin tid vid makten pogromer på vietnameser. 300 000 vietnameser fördrevs under hans tid för att de var ”thirith”, otrogna på Sanskrit, en buddhistisk benämning för icke renläriga som konverterat till kristendomen. Fem månader efter ”befrielsen” hade röda khmererna fördrivit och utrotat alla utom 10 000 av de resterande 150 000. KKP såg i sin paranoian verkliga men också inbillade fiender i vietnamesiskättlingar, vilka sades vara inplanterade av Vietnams kommunister som spioner och infiltratörer. Få av de 10 000 återstående överlevde under röda khmerernas styre. Kampanjer inleddes också mot den muslimska cham-befolkningen som tidigare utgjort ett stort stöd till KKP då de utstod buddhistisk diskriminering från de förutvarande regeringarna, men nu sågs de som inte gjort avkall på sin muslimska tro som fiender. De av cham som inte gjorde avkall på sin religion reste sig mot röda khmererna och förde gerillakamp som resulterade i stora förluster för KKP. I kooperativen förbjöds deras klädsel, språk och religiösa symboler som till exempel skägg. I kollektiven testades deras lojalitet genom att ge dem griskött, med kännbara konsekvenser om de inte åt. Om de underkastade sig khmerassimileringen förföljdes de inte. Alla etniska minoriteter förtrycktes inte. Bergskhmererna som i etnisk bemärkelse skilde sig från majoritetsbefolkningen med sin mörka hud favoriserades som ”riktiga” kambodjaner. KKP:s ideologi kan ses som rasistisk eftersom de förespråkade vad som på engelska kallas ”khmer supremacy”. KKP:s ideologi var inte av ett nytt slag i denna bemärkelse, utan hade rötter i såväl general Lon Nols militärdiktatur som Sihanouks mindre brutala autokrati. Även på andra plan hade ideologin bevarat inslag från de tidigare samhällena, monarkin återuppfördes och Sihanouk var statsöverhuvud, även om hans roll kom att hamna i skymundan 1977 då hans ställning gjordes symbolisk. KKP som organisation var hemlig och verkade under namnet Angkar som inte var uttalat kommunistisk men nu utan inslag av andra organisationer än KKP från den enhetsfront som var verksam under namnet FUNK.
Efter befrielsen avskaffades Kampucheas penningväsende men pengar kom fortfarande att spela en stor roll för det kambodjanska samhället. Emedan befolkningen var förbjuden att handha pengar och tvungna att arbeta för sin utkomst, vilket egentligen kan ses som livegenskap, drev landets ledning handel med de jordbruksprodukter befolkningen skapade genom sitt arbete. Det finns en föreställning om att Demokratiska Kampuchea försökte bli ett självhushållande land, ris och andra grödor skeppades ur landet för att använda vinsten till att investera i maskiner till ett mekaniserat jordbruk. Därför ställdes höga krav på skördeavkastning på byarna. Jordbruket hade återupprustats med omfattande vattenuppsamlande dammar för bevattning, och befolkningen utförde ett mycket tungt arbete. Bondebefolkningens arbetsvillkor hade inte förändrats väsentligen, men för ”de nya” var omställningen närmast en övergång till slavarbete. Den som inte arbetade fick ingen mat. Uppsamlande av nötter, rötter och fallfrukter var förbjudet. Arbete skulle enbart utföras för den gemensamma saken och livsavgörande aktiviteter för den individuella överlevnaden bestraffades. Matutskänkningen var gemensam och man åt i stora matsalar. All fritidsaktivitet utövades kollektivt.

## Svält och "vietnamesisk infiltration"
Kvoterna för överskottet av risproduktionen förlades till nordvästra Kampuchea, där inflyttningen av ”nya” var störst. De som var minst vana vid jordbruksarbete fick de största kraven på ökad produktion medan fattiga byar där KKP var starkt i sydvästra zonen liksom östra zonen där KKP också var starkt, fick mycket mindre kvoter. Bland dessa var det bara 20 procent av skörden som skulle gå till regimen, medan det var 40 procent i nordväst. Att lasta den största bördan på de med minst förmåga hade stora konsekvenser. Många dog av svält och hungersnöden var periodvis konstant. Om skördarna slog bra dog man istället av överätning. Bondebefolkningen var van vid att äta rå fisk, när detta serverades också de ”nya” fick de sjukdomar och diarréer. Sjukdomarna spreds lätt mellan människor, men också vid arbetet på fälten då avföring från människor användes som gödsel.
1975 års skörd blev inte så bra som man hoppats. Ledningen insåg att allt inte stod rätt till när det året därpå, 1976, blev en massiv hungersnöd i nordvästra Kampuchea. En regering bildas med Khieu Samphan som statsöverhuvud, Pol Pot som regeringschef, Ieng Sary och Sun Sen som ställföreträdande regeringschefer. Zonkommendörerna Cchit Choen (alias Ta Mok) och Ke Pauk fick kontroll över DK:s armé. Pol Pot fortsatte vara generalsekreterare för kommunistpartiet, Nuon Chea vice generalsekreterare. Efter att regeringsrepresentanter haft en delegation för att syna förhållandena på landsbygden konstaterade den att allt inte stod rätt till och att den dåliga skörden inte bara hade sin förklaring i att USA bombat sönder hälften av åkerarealen åren innan. De konstaterade att hela byar kunde lida av kronisk undernäring och att arbetet på fälten utfördes av såväl sjuklingar som åldringar och gravida trots dekret om att de skulle vara fria från tungt arbete. Att arbetsförhållandena bara på ett fåtal ställen är ”bra” och att det framförallt är ”de nya” som lider mest. Det idkas självkritik och partiet skickar ut dekret om att ”de nya” inte ska behandlas illa. Samtidigt skyller man ifrån sig när det gäller ansvaret för försämringarna, istället för att kritisera den egna politiken talar man om ”vietnamesiska infiltratörer” som vill det Kampucheanska folket illa och pratar om vietnamesiskt inflytande i partiet i termer av en sjukdom som med sina baciller sprider sig inom partiet, armén och samhället. Förföljelserna av vietnameser och påstådda ”vietnameser i khmerkroppar och ”khmerer med vietnamesiskt tänkande” accentuerades. Man skickade kader från östra zonen att ”rensa upp” bland kadern i nordvästra zonen. Påstådda vietnamesiska infiltratörer i ledningen avrättades summariskt och ersattes av nya. När dessa visade sig beordra mord på ”de nya” för småförseelser och av inbillade begångna brott beklagade Ieng Sary att fel personer dödats och kader från sydvästra zonen skickades dit att rensa upp bland de som tillsattes av kadern från östra zonen. De hälsades inledningsvis som befriare av ”de nya” och ”nya” tillsattes i den lokala kadern och gavs utökade rättigheter, men när man vid skördetiden från centralt håll fann att matförråden i zonen stod nästan tomma efter rapportering om uppfylld kvot och efter att ha skickat iväg centralkvoten, skickades återigen kader från sydvästra zonen att rensa upp i nordvästra zonens administration och utplåna de ”vietnamesiska infiltratörerna”. De ”dolda fienderna”, ”vietnamesiska infiltratörerna” och andra ”baciller” som ”infekterade den Kambodjanska ”samhällskroppen” tjänade som syndabockar för en misslyckad politik. I metoderna för att komma åt dem ingick bland annat tortyr. Till tortyrcentret Tuol Sleng, under ledning av Duch, skickades misstänkta för förhör, där tortyren ofta inte upphörde förrän personen var död eller erkänt att han jobbade för antingen CIA eller Vietnam eller kanske bägge på samma gång. Under tortyrförhören fördes anteckningar av offret självt där han skrev upp sina bekännelser och namn på personer som var involverade i konspirationen mot Angkar eller stod i förbindelse med Vietnam eller CIA. I takt med att försämringarna ökade, ökade också våldet. Representanter för KKP har senare hävdat att det var oavsiktligt, och att organiserandet av våldet fungerade autonomt utan ledningens fulla insyn, men tillräckligt många undertecknade dokument på godkännande av tortyr av olika personer och avrättningar finns för att de inte ska kunna fråntas sitt ansvar. 1976 skrev ledningen under beslut om att tidigare soldater i Lon Nols arméer skulle bortföras och avrättas om så behövdes, vilket tidigare particentrum förbjudit vad gällde andra än generaler. Ofta fördes de bort och avrättades med hela sina familjer.

## Vietnams invasion
1977 tillkännagav Angkar att de var ett kommunistiskt parti, något som tidigare hållits hemligt. Många trodde att organisationen bara var nationalistisk eller patriotisk, emedan KKP utåt var kända för omvärlden och hade förbindelser med den internationella kommunistiska antirevisionistiska rörelsen. De försökte bryta sin diplomatiska isolering de tidigare frivilligt ingått efter ”befrielsen” och skickade och tog emot delegationer från regeringar i olika länder och sökte nå ett militärt samarbete med Kina under Deng Xiaoping. De började också kontakta högutbildade kambodjaner i utlandet då regeringen insett att ett land behöver industrier för sin utveckling och med det ingenjörer. Tidigare hade intellektuella och högutbildade i annat fall än då de ingick i partikadern misstänkliggjorts och ofta utpekats som spioner. Satsningar på återuppbyggnad av fabriker i Phnom Penh gjordes och bönder skickades till städerna för att bli fabriksarbetare. De frostiga relationerna med Vietnam försämrades ytterligare när man inte lyckades nå framgång i förhandlingar som alltsedan Sihanouks monarki drivits om de franskdragna gränserna mellan länderna. Gränsstrider som Vietnam skyllde på Kampuchea och Kampuchea på Vietnam inleddes. Det är dock fastställt att en offensiv från Kampuchea för att ge Vietnam en minnesbeta utfördes och tillbakaslogs med kraft. Vietnam hade dittills utvecklat mycket starka relationer till Sovjetunionen och Kampuchea har gjort samma med Kina. Kina hade å sin tur inlett relationer med USA och president Richard Nixon hade varit på besök i landet. Tillsammans med ekonomisk nedgång i Vietnam och flyktingströmmarna från Kampuchea till Vietnam var detta faktorer som bidrog till Vietnams blixtkrig mot Kampuchea i början av 1978. Kina svarade med att skicka 250 000 soldater till Vietnam i syfte att få Vietnam ut ur Kampuchea, som dock slog tillbaka med kraft. Vietnam använde i Kampuchea samma strategi som vid befrielsen av Saigon och i deras förband ingick 100 000 vietnameser och 30 000 kambodjaner. Demokratiska Kampuchea har 80 000 man stark armé vid den östra gränsen och 20 000 i Phnom Penh.
Vietnamesiska styrkor intog Phnom Penh i januari 1979. Av många hälsades de som befriare från röda khmerernas repression som resulterat i mellan 600 000 och två miljoner döda till följd av svält, avrättningar och hemliga bortföranden. Heng Samrin, upprorsledare mot Pol Pot i östra zonen som sedan 1977 levt i exil i Vietnam blev installerad som president. Hun Sen blev utrikesminister (senare regeringschef). Nästan alla världens länder utom Sovjetblocket protesterade skarpt mot Vietnams ockupation av landet. Pol Pots gerilla flydde till gränsområdena till Thailand och inledde med Norodom Sihanouk gerillakrig mot den av Vietnam installerade nya regimen. FUNK med Sihanouk som ordförande återupprättades och tog nu kamp mot den vietnamesiska ockupationen. I FUNK kom nu även forna fiender till Kinas kommunistiska parti som Lon Nol-sympatiserande grupper att ingå. Ett viktigt inslag för möjliggörandet av FUNK:s kamp var biståndet från västvärlden och USA. Röda khmererna fortsatte kontrollera stora delar av landsbygden och fortsatte representera Kampuchea i FN:s generalförsamling och erhöll förutom moraliskt även militärt stöd från bland andra Kina, USA och Thailand. KKP bytte namn till Demokratiska Kampucheas parti och i propagandan talade de om ”kampen mot kommunisterna i Phnom Penh”. Bland andra Margaret Thatcher var en av de många västledare som i ord och handling stödde Pol Pot. Sovjetunionens ökade inflytande i världen togs som intäkt för att byta fot och stödja den forna fienden. Vietnam som var beroende av stöd från Sovjetunionen sågs som ett större hot än Demokratiska Kampuchea, vars viktigaste diplomatiska förbindelser var med Kina med vilka världssamfundet normaliserat sina relationer till.
I de av KKP upprättade flyktinglägren verkade många läkare från västvärlden. Folk dog av malaria. Successivt drevs röda khmererna iväg från de flesta av landsbygdens byar men framförallt i gränsområdena mot Thailand i Battambang, västra zonen, mötte den vietnamesiska armén hårdnackat motstånd från tusentals stridande gerillasoldater. FUNK-soldaterna var beroende av vapen från Kina och USA men utvecklade också en egen sofistikerad djungelgerillakrigföring med enkla fällor bestående av förtäckta gropar med sylvasst vässade bamburör i, som tog död på den som ramlade i. Hundratusentals minor av amerikansk produktion lades ut i djungeln av röda khmererna mot den Vietnamesiska armén. Minorna och regelrätta strider tog död på tiotusentals människor. Inbördeskriget fortsatte under hela 80-talet men vid Sovjetunionens kollaps drog sig de Vietnamesiska soldaterna ur landet och en koalitionsregering i den nya Staten Kambodja framförhandlas med USA:s hjälp bestående av tidigare proamerikanska och nya provietnamesiska krafter.

## Ett fritt Kambodja
Röda khmererna med prins Sihanouk återupptog ansträngningar att få statsmakten med intensifierade strider mot Hun Sen och centralregeringens trupper, samtidigt som man inledde förhandlingar. Slutligen bildades ett ”nationellt råd” bestående av sex representanter från Staten Kambodja och två vardera från de tre oppositionsgrupperna, vilket inkluderar Demokratiska Kampucheas president Khieu Samphan och ställföreträdande regeringschefen för Demokratiska Kampuchea Sun Sen, dock utan att oroligheterna upphörde. Ett år senare samlades konfliktens parter vid förhandlingsborden och undertecknade ”Parisöverenskommelsen om Kambodja” tillsammans med de arton länder som var med och drev på för samtalen. Av röda khmererna undertecknades det med förbehåll mot skrivelserna om att Demokratiska Kampuchea skulle erhålla proviant i utbyte mot eldupphör, FN-administrering av landet, samt skrivelserna mot avveckling av militären och dess avväpning. Under en tid förvaltades landet av FN, dock ej de områden som utgjordes av Demokratiska Kampuchea. Inför de mer eller mindre fria val som sedan inleds bryter prins Sihanouk kontakten med röda khmererna som bojkottar valet och 1993 återvände till Kambodja för att åter krönas till kung över landet. Hans son Norodom Ranariddh hade under en längre tid samarbetat med Hun Sen, utan faderns gillande, om makten. De bildade slutligen regering med vardera sitt parti: FUNCINPEC och Folkpartiet, varpå röda khmererna förlorade sin plats i FN:s generalförsamling som statens legitima representanter, efter att ha haft regeringsmakten i ett år förklarade nationalförsamlingen de röda khmererna vara en olaglig rörelse och Demokratiska Kampucheas parti förbjöds. Röda khmerernas inre situation var nu härjad. I de regioner de har makten över ingår Pailin, deras viktigaste provins, som styrdes av Demokratiska Kampucheas forne utrikesminister, vid tiden ställföreträdande regeringschef, Ieng Sary. 1996 splittrades röda khmererna när Sary gick över till regeringssidan och lät integrera 4000 av röda khmerernas soldater i den reguljära armén, tillsammans med ytterligare fyra distrikt med 3700 soldater och 25 000 familjemedlemmar från fyra divisioner i Kompong Thom. Detta skapade en djup spricka mellan Ieng Sary och hårdföra röda khmerledare som Ta Mok och Sun Sen och gav regeringsstyrkorna tillgänglighet till stora delar av nordvästra Kampuchea. Ieng Sary grundade Democratic National United Movement under kungens skyddande paraply och erhåller dessutom kunglig amnesti för de brott som begåtts under röda khmerernas styre av landet. Pol Pot blev allt mer paranoid och lät avrätta Sun Sen och hans familj då han misstänkte honom för att konspirera med centralregeringen. Ta Mok, Khieu Samphan och Nuon Chea ansåg att han gått för långt och gjorde en kupp mot Pol Pot varpå de satte honom i husarrest. Ta Mok är gammal bonde och känd som en av de mer hårdföra kommunisterna i Demokratiska Kampucheas parti. I hans fångenskap dog Pol Pot av en ”hjärtattack” och Ta Mok fick ledningen över de återstående röda khmererna. Under denna tid förde de en tynande tillvaro i Kambodjas djungler. Situationen var hård för dem och 1998 gjorde soldaterna myteri, och gick tillsammans ledda av Ke Pauk med i regeringsstyrkorna. Ta Mok togs tillsammans med sina sista soldater i fängsligt förvar året därpå. Khieu Samphan och Nuon Chea överlät sig till Hun Sen och fick lov att flytta till Pailin.
I Pailin är det fortfarande röda khmerer som styr den lokala regeringen, fast nu som en del i Staten Kambodjas administration. Demokratiska Kampucheas partis armé patrullerar fortfarande på gatorna men nu med regeringsstyrkornas gröna uniformer istället för röda khmerernas klassiskt svarta.

## Internationella domstolen i Kambodja
En expertkommission tillsatt av FN rekommenderade 1999 skapandet av en internationell tribunal och sanningskommission för att utreda och döma för brott begångna under Demokratiska Kampucheas era. Kritik som riktas mot den är att den som det diskuteras bara kommer att ta upp brott begångna under Demokratiska Kampucheas välde och inte de som begåtts under Lon Nol och den vietnamesiska administrationen av landet. USA var mycket drivande i att få genom en rättegång för de brott som begåtts under Demokratiska Kampucheas era, på villkor att den perioden då amerikanska bombningarna pågick hålls utanför.
Den 3 juli 2006 öppnades en internationell tribunal, Internationella domstolen i Kambodja, med uppgift att ställa några av de mest ansvariga till svars för brott mot de mänskliga rättigheterna, som begicks under Röda khmerernas regim. Avsikten är att fem personer kommer att åtals. Rättegången mot Duch ledde till att han dömdes till 30 års fängelse för mord och tortyr på 15 000 fångar.